# Ardisia pluvialis
Ardisia pluvialis är en viveväxtart som beskrevs av J.J. Pipoly. Ardisia pluvialis ingår i släktet Ardisia och familjen viveväxter. Inga underarter finns listade i Catalogue of Life.